# Steve Staunton
Pour les articles homonymes, voir Staunton.
Stephen 'Steve' Staunton, né le 19 janvier 1969 à Drogheda est un footballeur professionnel irlandais devenu entraîneur. Il a fait la totalité de sa carrière de joueur en Angleterre et principalement dans les clubs de Liverpool FC et Aston Villa. Une fois sa carrière de joueur terminée, il devient entraîneur d’abord en prenant en charge l’équipe de la république d'Irlande de football entre 2007 et 2007, puis en étant le manager de Darlington FC en quatrième division anglaise de 2009 à 2010.

## Biographie
Né à Drogheda, Steve Stauton commence à jouer au football dans l’équipe de l’école qu’il fréquente à Dundalk, le De La Salle College. Il intègre ensuite l’école de football du club professionnel local le Dundalk Football Club. Stauton est un sportif accomplit. Il pratique aussi le football gaélique à un très haut niveau. Il participe avec l’équipe de son comté, le Louth GAA au championnat d'Irlande de football gaélique dans la catégorie des moins de 21 ans.

### Liverpool FC
Steve Stauton est repéré par les recruteurs de Liverpool Football Club alors qu’il joue dans l’équipe des moins de 17 ans du Dundalk FC. Il est recruté le 2 septembre 1986 par le manager Kenny Dalglish pour la somme de £20 000. Il passe les deux premières saisons dans l'équipe réserve avant d’être prêté à Bradford City pour huit matchs pendant la saison  1987-1988.
Stauton fait sa première apparition sous le maillot de Liverpool le 17 septembre 1988 lors d’un match contre Tottenham Hotspur à Anfield. Il fait très bonne impression au point de rester dans l’équipe jusqu’à la fin de la saison. Il marque son premier but trois jours plus tard contre Arsenal FC.

### En sélection
Il détient le record des sélections en équipe d'Irlande (102). 
Il a participé à trois phases finales de coupes du monde (1990, 1994, 2002).

### Entraîneur
Il fut le sélectionneur de l’équipe d'Irlande depuis 2006. Il est remercié avant la fin même des éliminatoires de l'Euro 2008 à la suite du match nul face à Chypre mettant fin aux chances de qualification.

## Carrière
- 1985-1986 : Dundalk FC  Irlande
- 1986-1988 : Liverpool  Angleterre
- 1987-1988 : Bradford City AFC  Angleterre
- 1988-1991 : Liverpool  Angleterre
- 1991-1998 : Aston Villa  Angleterre
- 1998-2000 : Liverpool  Angleterre
- 1999-2000 : Crystal Palace  Angleterre
- 2000-2003 : Aston Villa  Angleterre
- 2003-2005 : Coventry City  Angleterre
- 2005-2006 : Walsall  Angleterre[1]

## Palmarès
- 102 sélections et 7 buts avec l'équipe d'Irlande entre 1989 et 2002.
- Champion d'Angleterre en 1990 avec Liverpool
- Vainqueur de la Coupe d'Angleterre (FA Cup) en 1989 avec Liverpool
- Vainqueur de la League Cup en 1994 et 1996 avec Aston Villa

## Sources
- (en) Stephen McGarrigle, The Complete who's who of Irish international football : 1945-1996, Edimbourg, Mainstream Publishing, octobre 1996, 237 p. (ISBN 1-85158-894-9), p. 177-178